# نهاش روسيلي
نهاش روسيلي (الاسم العلمي: Lutjanus russellii)، سمكة بحرية موطنها الأصلي غرب المحيط الهادئ. تعيش في المياه قليلة الملوحة في المناطق الصخرية والشعاب المرجانية على أعماق 20-50 م.